# Brachineura phasioliformis
Brachineura phasioliformis är en tvåvingeart som beskrevs av Fedotova 2004. Brachineura phasioliformis ingår i släktet Brachineura och familjen gallmyggor. Inga underarter finns listade i Catalogue of Life.